# クリエイティブ・ディレクター
クリエイティブ・ディレクター（英: Creative director）とは、コンセプトを開発し、アイデアを具現化するための指針を決定する責務を担い、各分野の専門スタッフを指揮する中心的な立場の人物である。略称は「CD」。職層は、エグゼクティブ・クリエイティブ・ディレクター、シニア・クリエイティブ・ディレクター、アソシエイト・クリエイティブ・ディレクターがある。

## 広告業界
広告業界のクリエイティブ・ディレクターは、クライアント（企業・団体）の課題解決に向けて、広告宣伝、販売促進、広報、マーケティングにおける戦略シナリオに則り、アイデアを用いて、映像、グラフィック、デジタル、イベント、プロモーションを企画制作してターゲットとなる生活者の認識、好意、態度、行動、習慣に影響を与える責任者である。商品開発、サービス開発などビジネスにおけるイノベーションを推進するコンサルティング業務や、社会の課題解決のためにアイデアを活用する場面もある。
クリエイティブディレクターは、アートディレクター、デザイナー、コピーライター、プランナー、テクニカルディレクターで構成するチームの牽引役となる。プロジェクトにより構成メンバーは変わることがある。
クリエイティブディレクターは、クリエイティブエージェンシー、クリエイティブスタジオ、広告代理店、制作会社に所属するほか、企業に所属する場合もある。フリーランスで個人活動する人もいる。広告会社におけるクリエイティブディレクターは部長職相当と言われるが、キャリアの始まりはコピーライターからであることが多い。また、デザイナーからキャリアを始め、クリエイティブディレクターになる場合もある。

## ファッション業界
ファッション業界におけるクリエイティブ・ディレクターは、従来のファッションデザイナーと異なり服のデザインだけでなく、広告やイメージ戦略、ショップ展開など、ブランドビジネス全体に責任を負いビジネスのトータルなディレクションを行う立場の役割である。
ブランドビジネスの拡大とともにファッションデザイナーは、従来の服のデザインだけにとどまらない新しい役割を求められるようになった。1990年代以降、ラグジュアリーブランドを代表するビッグブランドが世界的にビジネスを拡大しファッションデザイナーがビジネスのインフラ整備や、イメージコントロールの役割をもコントロールするようになった。ビジネスの拡大は、企画チームのなかでデザイン作業の分業化を促進した。ファッションデザイナーはチームの作業のディレクションをする役割を強め、同時にブランド全体の営業や販売戦略といったビジネスの側面までをコントロールするようになった。国際的な情報化の波がこうした動きを後押しし、世界的なイメージコントロールと統一されたパッケージで、ブランドのトータルな世界観を表現していくことになった。アドバダイジング（広告）やショップの内外装デザインなど、それぞれを担当するチームのかじをとるのがクリエイティブ・ディレクターの役割である。
GUCCIグループではクリエイティブディレクター、LVMH モエ ヘネシー・ルイ ヴィトンS.A. (LVMH Moët Hennessy ‐ Louis Vuitton S.A.) ではアーティスティック・ディレクターと呼ばれている。クリエイティブ・ディレクターという役割を一躍、世界に知らしめたのは、1994年にグッチのクリエイティブ・ディレクターに就任したトム・フォードである。